# Charmes-sur-Rhône
Charmes-sur-Rhône ist eine französische Gemeinde mit 3160 Einwohnern (Stand 1. Januar 2022) im Département Ardèche in der Region Auvergne-Rhône-Alpes. Ihre Bewohner werden Charmésiens und Charmésiennes genannt.

## Geografie
Die Gemeinde Charmes erstreckt sich am rechten Ufer der Rhone zwischen Guilherand-Granges und La Voulte-sur-Rhône. Nachbargemeinden sind Saint-Georges-les-Bains und La Voulte-sur-Rhône. Die nächste größere Stadt ist Valence in zwölf Kilometern Entfernung Richtung Nordosten. Innerhalb des Gemeindegebietes mündet der Fluss Embroye in die Rhône.

## Geschichte
Das Schloss, das auf einem Felsen über dem Ort gebaut worden ist, war früher in Besitz der Familie Crussol, die dieses nach einer Schenkung im Jahre 1228 erhalten hatte. Bis zum Ende des 15. Jahrhunderts diente es als Residenz jener Lehnsherren, die durch eine Hochzeit mit den Adligen von Uzès verbunden worden sind. Im Jahre 1624 musste das Schloss auf Anweisung von Richelieu niedergerissen werden von dem jetzt noch die Ruine zeugt. Das verwendete Baumaterial wurde zur Errichtung des Dorfes und anderer Häuser benutzt. So entstand auch das Bürgerhaus der Gemeinde. Eine Besonderheit von Charmes war die zivile Zugehörigkeit zur Diözese Viviers, während man in religiöser Hinsicht der Diözese Valence unterstand.
Die römische Besatzung der Gegend wird durch die Existenz zahlreicher Nekropolen auf dem Gemeindegebiet bestätigt. In der Antike trug das Dorf den Namen Charmis, benannt nach dem lateinischen Ausdruck für trockene Erde. Erst 1880 wurde die Gemeinde wieder in Charmes-sur-Rhône umbenannt.

### Bevölkerungsentwicklung
| Jahr                       | 1962 | 1968 | 1975 | 1982 | 1990 | 1999 | 2009 | 2017 |
| Einwohner                  | 944  | 937  | 1142 | 1550 | 1826 | 2070 | 2411 | 2930 |
| Quellen: Cassini und INSEE |      |      |      |      |      |      |      |      |

## Kultur und Sehenswürdigkeiten
Charmes ist ein Ort in pittoresker Landschaft, der sich im Mittelalter innerhalb der Schutzwälle entwickelte. Außerhalb der Mauern befinden sich auch heute noch zahlreiche Wassermühlen am Rhôneufer, die konstruiert wurden um das reichliche Wasser als Energieträger für die hiesige Färbereiindustrie zu nutzen.
Der Sentier du Troubadour ist ein Lehrpfad, der Touristen die mittelalterliche Geschichte des Dorfes näher bringt und entlang des alten Ortskerns verläuft. Die Endstation bildet der gleichnamige Turm, von dem aus man einen Panoramablick über das gesamte Rhônetal genießen kann. Die benachbarte Rue des Vingtins ist eine kleine Gasse, die an die von den Lehnsherren erhobene Steuer erinnert, die ihnen erlaubte den zwanzigsten Teil der Getreideernte eines jeden Bauers abzunehmen, um den Bau der Innenstadt zu finanzieren.
Unterhalb der Schlossruine steht der Glockenturm als Rest einer Kirche.
Das Haupteingangstor des Ortes ist nach dem gleichnamigen Fluss Porte d’Embroye benannt worden. Es liegt in einer Kurve und lief daher nie Gefahr von Kämpfern mit einem Rammbock gestürmt zu werden. Der Felsen auf dem Springbrunnen des benachbarten Place d’Embroye stammt aus der Jungsteinzeit und ist Überbleibsel des antiken, protestantischen Friedhofes, der sich an dieser Stelle befand. Das Eingangstor unter den Schlossruinen wird auch Porte de l’Auberan genannt. Außerdem beherbergt Charmes eine alte Brücke und Ruinen des mittelalterlichen Schutzwalls. Die Kirche der Gemeinde wurde im 19. Jahrhundert gebaut, der Tempel im Jahre 1839 eingeweiht.
Das alljährliche Dorffest Fête de la Surle bietet Besuchern die Möglichkeit den Frühling zu begrüßen und die jungen, verheirateten Paare kennenzulernen. Der Ursprung dieser Feier ist nicht bekannt, jedoch findet sie jedes Jahr am ersten Sonntag der Fastenzeit statt.
Ein wichtiger Fund aus der Antike ist im privaten Besitz des Quartier Montplaisir zu sehen. Der dort zur Schau gestellte Sarkophag birgt die Leiche des Senators und Konsul der Provinz Lyonnaise Alethuis, der 512 nach Christus unter dem König von Burgund starb. Zuvor war das wertvolle Relikt im Bürgerhaus zu sehen und musste bei seiner Verlegung über die Außentreppe des Gebäudes transportiert werden.